# Nerezine
Nerezine (olaszul: Neresine) falu Horvátországban, Tengermellék-Hegyvidék megyében. Közigazgatásilag Mali Lošinjhoz  tartozik.

## Fekvése
Lošinj szigetének északkeleti részén Mali Lošinj városától légvonalban 15 km-re északnyugatra, Osortól 5 km-re délre az Osoršćica alatt a sziget keleti partján fekszik.

## Története
Lošinj szigetének északi részén már a középső kőkorszakban éltek emberek. Ezt igazolják a falutól 4 km-re levő Vela Jama barlangban talált cseréptöredékek és tízezer éves kőeszközök. A falu határában levő 108 méteres Halmac nevű magaslaton már a bronzkorban település állt. Maga Nerezine eredetileg sok különálló házból állt, melyeket lakóik az általuk megművelt földekre emeltek. Lakói állattartással, földműveléssel foglalkoztak. Terményeiket és termékeiket az osori piacon adták el. Régi temploma a 12. században épült Szent Mária Magdolna tiszteletére, miután azonban a település tovább terjeszkedett elhagyták és 1534-ben a falu mai területén újat építettek helyette. Amikor 1877-ben felépült a mai plébániatemplom ez is elveszítette korábbi jelentőségét. Szent Ferenc templomát és kolostorát a gazdag osori nemes Colon de Drosa építtette 1505 és 1513 között. A 18. és 19. században a hajózás és hajóépítés fejlődésével fokozatosan tengerparti településsé vált. Ekkor épült kikötője is. Lakói is egyre inkább a tengerből, a halászatból, hajózásból és hajóépítésből éltek. 1857-ben 919, 1910-ben 1424 lakosa volt. A település 1918-ig az Osztrák–Magyar Monarchia része volt, majd olasz uralom alá került. 1943-ban átmenetileg horvát és jugoszláv egységek szabadították fel. A német megszállás 1943-tól 1945-ig tartott. 1945 és 1990 között Jugoszlávia része volt, majd az önálló horvát állam megalakulása után Horvátország része lett. 2011-ben 362 lakosa volt. Az utóbbi időben főként az Osoršćica-hegy és a csodálatos kilátás vonzza ide a turistákat. A régi kikötő mellett egy újabb is szolgálja a turisták igényeit. Két turistatelep, két kemping, két kisebb családi szálloda, számos apartman és magánszállás, valamint étterem is található itt.

## Lakosság
| Lakosság változása | Lakosság változása | Lakosság változása | Lakosság változása | Lakosság változása | Lakosság változása | Lakosság változása | Lakosság változása | Lakosság változása | Lakosság változása | Lakosság változása | Lakosság változása | Lakosság változása | Lakosság változása | Lakosság változása | Lakosság változása |
| ------------------ | ------------------ | ------------------ | ------------------ | ------------------ | ------------------ | ------------------ | ------------------ | ------------------ | ------------------ | ------------------ | ------------------ | ------------------ | ------------------ | ------------------ | ------------------ |
| 1857               | 1869               | 1880               | 1890               | 1900               | 1910               | 1921               | 1931               | 1948               | 1953               | 1961               | 1971               | 1981               | 1991               | 2001               | 2011               |
| 919                | 924                | 1047               | 1180               | 1308               | 1424               | 1559               | 1282               | 981                | 719                | 586                | 456                | 410                | 397                | 371                | 362                |

## Nevezetességei
- Assisi Szent Ferenc tiszteletére szentelt ferences temploma és kolostora 1505 és 1513 között épült. 1505. május 28-án jelentették a rend elöljárói az osori püspöknek, hogy Colon de Drosa osori nemes két mérföldre Osortól Nerezine területén kolostort szeretne építeni. A tengerpart mellé épített kolostor díszítés nélküli zárt épület. A mellé épített templom befejezését az adományozó ugyan nem érte meg, de negyven velencei dukátot hagyott a Szent Ferenc extázisát ábrázoló főoltárképre. A templomnak két mellékoltára van az egyik Szent Antal, a másik a szeplőtelen fogantatás tiszteletére van szentelve. Az oltárkép a velencei Girolamo da Santa Croce alkotása. A három szint magasságú négyszögletes harangtorny szürke téglából épült 1590 és 1604 között. A templom mellett található a falu temetője. A kolostor könyvtárában túlnyomóan teológiai művek találhatók. A régi könyvek között hét ősnyomtatványt őriznek. A könyvtár és a levéltár egy részét Rovinjba és Zárába vitték át.
- A Studenac téren áll a falu plébániatemploma, mely Szűz Mária Bemutatása tiszteletére van szentelve. A templomot 1875 és 1877 között építették klasszisicta stílusban. A főoltáron Szűz Mária képe látható két szenttel Szent Miklóssal és Osor védőszentjével Szent Gaudentiussal. A templomnak nincs harangtornya.
- Szent Mária Magdolna tiszteletére szentelt temploma 1534-ben épült.
- Nerezine határában található Veli és Mali Tržić, egykor két szomszédos település. Keletkezési idejük nem ismert, de Mali Tržić minden bizonnyal régebbi. A hagyomány szerint itt született Szent Gaudentius az osori püspökség védőszentje.
- Határában található annak a kastélynak a maradványa is, melyet a 15. században a Drosa család építtetett a kalózok elleni védelem céljából.[4] A négyszögletes alaprajzú, négy emeletes építmény bejárati portáljába a Drosa család címerét faragták.
- Az Osoršćica-hegy a turisták kedvelt kirándulóhelye, mivel innen nagyszerű kilátás nyílik a tengerre és a környező szigetkre. Legmagasabb pontja az 588 méteres Televrina közvetlenül a falu felett magasodik.
- Az Osoršćica két magaslata a Televrina és a Sveti Nikola közötti mélyedésben találhatók a 12. századi Szent Mária Magdolna templom romjai. Valószínűleg még a bencések építették.
- Tržić alatt a nerezinei mezőn egy kis méretű Szent Péter kápolna romaji láthatók. A hagyomány szerint építésér még Szent Gaudentius rendelte el.
- A település egyetlen fennmaradt olajmalma[5] a ferencesek kolostora közelében, a tenger mellett, a település szélén található. Az épület a 16. században épült, mivel a ferencesek épületegyüttesét, amelyhez eredetileg tartozott, 1505 és 1513 között építették. A kétszintes, malomépület legnagyobb része kőből épült, néhány téglából épített résszel. Olajbogyó őrlő és préselő eszközei csak részben őrződtek meg, mivel a malom a 20. század közepe óta nem volt használatban.
- A falutól 4 km-re északnyugatra a Vela Jama barlangban a középső kőkorszakból származó tízezer éves leletek kerültek elő.